# غاريث باين
غاريث باين (بالإنجليزية: Gareth Payne)‏ هو لاعب اتحاد الرغبي بريطاني، ولد في 8 سبتمبر 1935 في Trelewis ‏ في المملكة المتحدة، وتوفي في 2 يوليو 2004 في ليك ديستريكت في المملكة المتحدة.